# Orthopontonia
Orthopontonia is een geslacht van kreeftachtigen uit de klasse van de Malacostraca (hogere kreeftachtigen).

## Soort
- Orthopontonia ornata (Bruce, 1970)